# Жан-Франсуа Кодоль
Жан-Франсуа Кодоль (фр. Jean-François Caujolle; нар. 31 березня 1953) — колишній французький тенісист.
Найвищу одиночну позицію світового рейтингу — 59 місце досяг 31 жовтня 1977, парну — 184 місце — 2 січня 1978 року.
Найвищим досягненням на турнірах Великого шолома було 3 коло в одиночному розряді.

## Фінали за кар'єру

### Одиночний розряд (2 поразки)
| Результат | W/L | Рік  | Турнір            | Покриття  | Суперник       | Рахунок       |
| --------- | --- | ---- | ----------------- | --------- | -------------- | ------------- |
| Поразка   | 0–1 | 1976 | Копенгаген, Данія | Килим (i) | Ларс Ельвстрем | 6–4, 6–4      |
| Поразка   | 0–2 | 1977 | Гштад, Швейцарія  | Ґрунт     | Джефф Боров'як | 2–6, 6–1, 6–3 |